# Myrmeleotettix palpalis
Myrmeleotettix palpalis är en insektsart som först beskrevs av Zubovski 1900.  Myrmeleotettix palpalis ingår i släktet Myrmeleotettix och familjen gräshoppor. Inga underarter finns listade i Catalogue of Life.